# 이노공
이노공(李魯公, 1969년 7월 14일~)은 대한민국의 검사 출신의 법조인이며, 제65대 법무부 차관이다.

## 생애
본관(本貫)은 전의(全義)이며, 이조 참판(吏曹叅判)을 지낸 양호공(襄胡公) 이병정(李秉正)의 후손으로 인천 출생이다. 연세대학교 법학과를 졸업하고, 1994년 사법시험에 합격했다. 1997년 사법연수원을 26기로 수료하고 수원지검 성남지청에서 검사직을 시작했을 때 성남지청에 근무하던 윤석열 대통령과 첫 인연을 맺었다. 부동시로 인해 운전면허를 취득하지 못한 윤대통령과 카풀을 했다고 한다. 수원지검 공판송무부장, 대검찰청 형사2과장, 중앙지검 공판3부장, 청주지검 영동지청장, 서울남부지검 형사3부장, 인천지검 부천지청 차장검사 등 검찰 내 주요 보직을 거쳤다. 특히 여성 최초로 서울중앙지검 4차장검사와 수원지검 성남지청 지청장을 역임했다.
윤석열 대통령이 서울중앙지검장이었던 2018년 7월 여성·아동 범죄와 과학기술 범죄 수사 등을 지휘하는 4차장 검사에 임명됐다. 4차장 재임 시 서울 신림동에서 귀가하는 여성을 쫓아 집에 침입하려던 남성에게 강간미수 혐의를 적용하고, 작곡가 김창환에게 아동학대 방조 책임을 물었다.
검사장 승진이 유력했으나 2020년 1월 서울고등검찰청 검사로 좌천되자 사의를 밝혔다.
2022년 5월 윤석열 정부의 법무부 차관으로 임명되어 최초의 여성 차관으로 기록된다.

## 학력
- 영락고등학교
- 1992년: 연세대학교 법학과 학사
- 1996년 8월: 연세대학교 대학원 법학 석사

## 경력
- 1994년:제36회 사법시험 합격
- 1997년:제26기 사법연수원 수료
- 사법연수원 검사시보
- 1997년 2월 24일: 수원지방검찰청 성남지청 검사
- 1999년 2월 21일:서울지방검찰청 서부지청 검사
- 2001년 8월~2003년 8월: 인천지방검찰청 검사
- 2003년 8월~2005년 8월: 법무부 법무심의관실 검사
- 2005년 8월~2007년 2월: 대전지방검찰청 천안지청 검사
- 2007년 2월~2009년 1월: 서울남부지방검찰청 검사
- 2009년 1월~2011년 1월: 사법연수원 교수
- 2011년 9월~2012년 7월: 수원지방검찰청 공판송무부 부장검사
- 2012년 7월~2013년 4월: 대검찰청 형사2과 과장
- 2013년 4월~2014년 1월: 서울중앙지방검찰청 공판3부 부장검사
- 2014년 1월~2015년 2월: 제54대 청주지방검찰청 영동지청장
- 2015년 2월~2016년 1월: 서울남부지방검찰청 형사3부 부장검사
- 2016년 1월~2017년 8월: 법무부 인권정책과 과장
- 2017년 8월~2018년 7월: 인천지방검찰청 부천지청 차장검사
- 2018년 7월~2019년 8월: 서울중앙지방검찰청 제4차장검사
- 2019년 8월~2020년 1월: 제36대 수원지방검찰청 성남지청장
- 2020년 3월~2022년 5월: 법무법인 세종 파트너변호사
- 2022년 5월~2024년 1월: 법무부 차관
- 2022년 5월: 법무부 장관 직무대행
- 2023년 12월~2024년 1월: 법무부 장관 직무대행
- 2024년 1월~2025년 5월: 이노공법률사무소 변호사
- 2025년 5월~: 법무법인 서이헌 대표변호사

## 가족 관계
- 남편: 송종호, 변호사
- 삼촌: 이태창, 법무연수원장, 법무법인 송백 대표변호사 역임